# 根小屋城
根小屋城（ねごやじょう）は、群馬県高崎市山名町城山にあった戦国時代の日本の城（山城）。

## 概要
烏川と鏑川に挟まれた丘陵帯の東端近くに位置し、和田城や倉賀野城を見渡せる山城である。標高は180mほどで南北に280m、東西250mに広がる。また南の尾根続きの南東丘陵部には山名城が存在する。
永禄11年（1568年）に甲斐国の武田信玄が駿河国・今川氏の領国への侵攻すると（駿河侵攻）、武田氏と相模国の北条氏康との間で甲相同盟が崩壊する。これにより武田氏と後北条氏の領国が接する上野は係争地となり、武田氏は後北条氏への備えとして、同13年（1570年）山名城・鷹ノ巣（茶臼山城）の間に根小屋城を築城したとされる。
『甲陽軍鑑』には「山名・鷹巣の間に、あたらしく城を取立、信濃侍望月甚八郎・反野助十郎両人さしをかれ」とある。
『上野誌』、『関東古戦録』では、永禄11年（1568年）に山名城・鷹ノ巣城の間に新城を築き、守将として武田家臣・信濃国佐久郡望月城主の望月甚八郎、および伴野助十郎、仁科加賀守信盛を入れたとしている。なお「鷹の巣」については、下寺尾公民館上の御嶽山を上り詰めた城峯神社のある茶臼山城址に比定されている。
武田氏の勢力が上野国から退いたのちの消息は不明となった。廃城時期も不詳である。
なお、根小屋城の名称は東麓の根小屋村に由来するが、この名は江戸時代に呼称されたもので、築城時の名は不詳。『日本城郭大系』では新城と呼ばれていたと推測している。

## 構造
本郭は東西90メートル、南北35メートルの規模で、東南と北西に戸口があり、南東の戸口の前面には馬出状の三角形の郭が付属した。本郭北東の堀には水を溜めて水の手として長期戦に備えたとみられる。山城には珍しい囲郭式の城郭となっている。